# Beer for My Horses
"Beer for My Horses" es una canción escrita e interpretada por el cantante de música country Toby Keith & Willie Nelson. La canción fue escrita poco tiempo después de que el padre de Keith falleciera a principios del año 2003.
- Datos: Q4879981